# Mitridates II del Pont
Mitridates II del Pont, conegut també per Mitridates IV (en grec antic Mιθριδάτης) era rei del Pont circa el 250 o el 240 aC al 220 o 210 aC. Va ser el fill i el successor d'Ariobarzanes III del Pont, i formava part de la dinastia Mitridàtica.
En ser proclamat rei era menor d'edat (un nen, diu l'historiador Memnó d'Heraclea) i com que la seva filla estava en edat de casar el 222 aC, probablement havia nascut abans del 250 aC i hauria tingut la filla cap a l'any 240 aC.
Després de pujar al poder els gàlates van envair el regne, però van ser rebutjats. Quan va arribar a l'edat es va casar amb una germana de Seleuc II Cal·línic (246 aC-225 aC) i hauria rebut com a dot part de Frígia, segons l'historiador Justí. En la guerra entre Cal·línic i Antíoc Hierax va prendre partit per aquest darrer i va derrotar el seu cunyat en una gran batalla en la qual Seleuc va perdre vint mil homes i quasi la seva pròpia vida.
Mitridates va donar la seva filla, Laodice, en matrimoni a Antíoc III el Gran (223 aC-187 aC) i una altra filla també anomenada Laodice es va casar amb un cosí d'Antíoc de nom Aqueos cap a l'any 222 aC. El 220 aC Mitridates va fer la guerra contra Sinope però no va aconseguir reduir-la i no va passar al Regne de Pont fins força temps després (potser el 183 aC). En una data incerta va enviar ajut a Rodes, que havia patit un terratrèmol.
La data de la seva mort és desconeguda, però posterior al 220 aC. En aquestos anys el Pont no és esmentat per cap historiador, i es desconeix realment que va passar. Per alguns historiadors Mitridates va regnar fins a l'any 185 aC, però la majoria consideren que el va succeir el seu fill que seria Mitridates III del Pont, ja que Apià diu que Mitridates VI Eupator era el sisè rei amb aquest nom i el vuitè rei del país (hi va haver un Ariobarzanes III del Pont i un Farnaces I del Pont).